# Перешивалов, Сергей Анатольевич
Сергей Анатольевич Перешивалов (23 октября 1983, Москва) — российский футболист, выступавший на позиции полузащитника и защитника. Сыграл один матч в премьер-лиге России.

## Биография
Воспитанник московской ДЮСШ «Красный Октябрь», которая в начале 2000-х годов сотрудничала с клубом «Торпедо-ЗИЛ». На взрослом уровне начал выступать в 17-летнем возрасте в составе любительского клуба «Ока» (Ступино).
В 2001 году присоединился к резервному составу «Торпедо-ЗИЛ». В течение трёх сезонов провёл за дубль команды в первенстве дублирующих составов 60 матчей и забил 2 гола, становился серебряным призёром первенства. За основной состав команды сыграл единственный матч в премьер-лиге 3 августа 2002 года против «Уралана», выйдя на замену на 81-й минуте вместо Александра Бородкина. Также сыграл один матч в Кубке России и один — в Кубке Премьер-лиги.
После ухода из «Торпедо-ЗИЛ» в течение полугода выступал во втором дивизионе за московский «Титан». В 2004 году перешёл во вновь созданную при ЗИЛе команду, названную «Торпедо-РГ», играл за неё пять сезонов и был её капитаном. Вместе с командой поднялся из любительских соревнований во второй дивизион.
Завершил профессиональную карьеру в 2010 году в составе подмосковной «Истры». В дальнейшем выступал на любительском уровне за «Выбор» (Одинцово) и ФК «Бутово».
Привлекался в юношескую сборную России 1983 года рождения.